# Alberto Ginastera
Alberto Evaristo Ginastera (Buenos Aires, 11 de abril de 1916 - Ginebra, 25 de junio de 1983) fue un compositor argentino de música académica contemporánea, considerado como uno de los más importantes del siglo XX en América. Discípulo destacado de Aaron Copland, su estilo discurrió en torno al dodecafonismo, el serialismo, el microtonalismo y la música aleatoria con un amplio uso de motivos propios del acervo folclórico argentino. Compuso óperas, ballets, piezas orquestales, obras corales, conciertos para solistas, sonatas y música para películas. 
Fue maestro de Astor Piazzolla, Mauricio Kagel, Gerardo Gandini, Waldo de los Ríos, Alcides Lanza, Carlos Bellisomi, Jacqueline Nova, Mesías Maiguashca, Blas Emilio Atehortúa, Alicia Terzian y Antonio Mastrogiovanni  entre otros.
La estirpe de Ginastera es destacada, ya que estudió con Aaron Copland, quien a su vez estudió con Nadia Boulanger; con esto dicho, su sucesión de atrás adelante es la siguiente; Clementi, Moscheles, Mendelssohn, Stamaty, Saint-Saens, Fauré, Boulanger, Copland y Ginastera.

## Biografía
Estudió en el Conservatorio Williams de Buenos Aires, del que se graduó en 1938. A partir del año siguiente comenzó a enseñar música en el nuevo Liceo Militar General San Martín.
Entre 1945 y 1947 estudió en Estados Unidos con Aaron Copland en Tanglewood. Al regresar a Argentina, fundó junto a otros músicos la Liga de Compositores, la Facultad de Música de la Universidad Católica, de la que fue su primer decano y la Escuela de Altos Estudios Musicales del Instituto Di Tella, que dirigió hasta su emigración. 
Creó asimismo el Conservatorio Gilardo Gilardi de La Plata en 1949 y en 1951 la Filial N.º 1 del mismo, posteriormente llamado Conservatorio Julián Aguirre, en la localidad de Banfield. Regresó a Estados Unidos en 1968 y se mudó a Europa dos años más tarde, donde se quedó hasta su muerte, acaecida en Ginebra.
Entre sus obras se encuentran tres óperas: Don Rodrigo (1964), Bomarzo (1967) —con libreto de Manuel Mujica Lainez y basada en la novela homónima de este escritor, objeto de censura por parte del gobierno del general Onganía y prohibida en el Teatro Colón, para luego ser estrenada en 1972, repuesta en 1984 y 2003 y filmada en Italia con el título de Bomarzo de 2007—, y Beatrix Cenci (1971). Esta última ópera, basada en la trágica historia de la noble renacentista italiana del mismo nombre, la compuso con el poeta Alberto Girri.
También escribió varios conciertos (dos para piano, dos para chelo, uno para violín y uno para arpa), otras piezas orquestales, ballets (por ejemplo, Panambí, 1940), música de cámara y un número relativamente grande de piezas para piano. 
Ginastera agrupó su música en tres períodos —nacionalismo objetivo, nacionalismo subjetivo y neoexpresionismo— división que ha sido cuestionada y relativizada por algunos especialistas. Su alumno más famoso fue el célebre bandoneonista y compositor de tango Astor Piazzolla. 

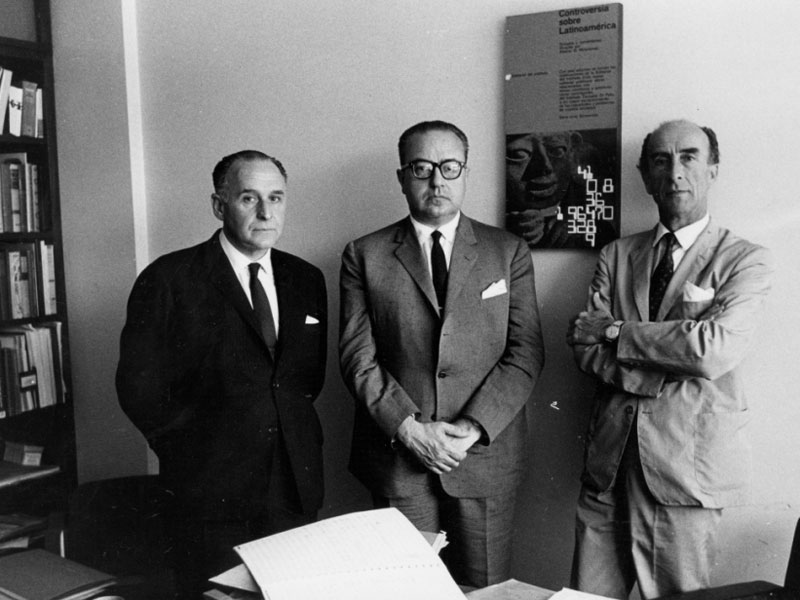
El uruguayo Lauro Ayestarán, Ginastera y el chileno Alfonso Letelier, miembros del primer jurado de becarios, Instituto Di Tella, Buenos Aires, 1962

Ginastera fue conocido fuera del mundo académico cuando el grupo de rock progresivo-sinfónico Emerson, Lake and Palmer adaptó el cuarto movimiento de su Primer Concierto para Piano y lo grabó en su popular álbum Brain Salad Surgery con el nombre de Toccata. La grabación no solo tuvo la aprobación de Ginastera, sino su apoyo. En 1973, cuando fue grabado el álbum, la banda visitó al compositor en su casa en Suiza y le mostró los arreglos. Se dice que Ginastera comentó: "¡Caramba! ¡Nunca nadie había sido capaz de capturar mi música de esa forma! ¡Es la forma como yo mismo me la imagino!".
En 1942 compuso la música de la película Malambo (1942) de Alberto de Zavalía. Fue nombrado miembro de número de la Academia Nacional de Bellas Artes. Por su trayectoria y aporte a la música clásica en Argentina, recibió después de su muerte el Premio Konex de Honor en 1989. La sala principal del Teatro Argentino de La Plata, en su honor, lleva su nombre.
Murió el 25 de junio de 1983. Está enterrado en el Cementerio de los Reyes en Ginebra, a la izquierda de la tumba del director de orquesta suizo Ernest Ansermet junto al escritor argentino Jorge Luis Borges.

## Obra

### Ballet
- Panambí op. 1 - 1934-1936
- Estancia op. 8 - 1941

### Cuartetos
- Cuarteto para cuerdas No. 1, Op. 20
- Cuarteto para cuerdas No. 2, Op. 26
- Cuarteto para cuerdas No. 3, Op. 40 (Obra para cuarteto y solista)

### Ópera
- Don Rodrigo op. 31 (libreto de Alejandro Casona) - 1963-64
- Bomarzo op. 34 (libreto de Manuel Mujica Lainez) - 1966-67
- Beatrix Cenci op.38 (libreto de Alberto Girri y William Shand) - 1971

### Orquesta
- Suite del ballet Panambí op. 1a

1. Claro de Luna sobre el Paraná
2. Invocación a los espíritus poderosos
3. Lamento de las Doncellas
4. Danza de los guerreros
- Danzas de Estancia op. 8a

1. Los trabajadores agrícolas
2. Danza del trigo
3. Los peones de hacienda
4. Danza final (malambo)
- Obertura para el Fausto criollo op. 9 - 1943
- Ollantay op. 17 - 1947 (existe una versión del autor para banda)

1. Paisaje de Ollantaytambo
2. Los Guerreros
3. La Muerte de Ollantay
- Variaciones concertantes para orquesta de cámara op. 23 - 1953

1. Tema per violoncello ed arpa
2. Interludio per corde
3. Variazione giocosa per flauto
4. Variazione in modo di scherzo per clarinetto
5. Variazione drammatica per viola
6. Variazione canonica per oboe e fagotto
7. Variazione ritmica per trombe e trombone
8. Variazione in modo di moto perpetuo per violino
9. Variazione pastorale per corno
10. Interludio per fiati
11. Ripresa dal tema per contrabasso
12. Variazione finale in modo di rondo per orchestra
- Pampeana n.° 3 op. 24 - 1954

1. Adagio contemplativo
2. Impetuosamente
3. Largo con poetica esaltazione
- Estudios sinfónicos op. 35 - 1967

1. Para el Modo Festivo
2. Para los Movimientos Alígeros
3. Para las Densidades
4. Para una Sola Nota
5. Para los Microtonos y las Sonoridades Insólitas
6. Para el Virtuosimo Orquestal
- Popol Vuh, La creación del mundo maya op. 44 - 1975

1. La noche de los tiempos
2. El nacimiento de la tierra
3. El despertar de la naturaleza
4. El grito de la creación
5. La gran lluvia
6. La ceremonia mágica del maíz
7. El sol, la luna, las estrellas
- Glosses sobre temas de Pablo Casals op.46 y op. 48 - 1977

1. Introducción
2. Romanç
3. Sardanes
4. Cant
5. Conclusió delirant
- Iubilum op. 51 - 1980

1. Fanfare
2. Chorale
3. Finale

### Orquesta y solista
- Concierto para chelo n.° 1 op. 36 - 1968

1. Adagio molto appassionato
2. Presto sfumato - Trio notturnale
3. Assai mosso ed esaltato - Largo amoroso
- Concierto para chelo n.° 2 op. 50 - 1980

1. Metamorfosi su un tema
2. Scherzo fuggevole
3. Nottilucente
4. Cadenza e Finale rustico
- Concierto para arpa op. 25 - 1956

1. Allegro giusto
2. Molto moderato
3. Liberamente capriccioso
- Concierto para piano n.° 1 op. 28 - 1961

1. Cadenza e varianti
2. Scherzo allucinante
3. Adagissimo
4. Toccata concertata
- Concierto para piano n.° 2 op. 39 - 1972

1. 32 variazioni sopra un accordo di Beethoven
2. Scherzo per la mano sinistra
3. Quasi una fantasia
4. Cadenza
5. Finale prestissimo
- Concierto para violín op. 30 - 1963

1. Cadenza
2. Studio I per gli accordi
3. Studio II per le terze
4. Studio III per gli altri intervalli
5. Studio IV per arpeggiato
6. Studio V per gli armonici
7. Studio VI per i 24 quarti di tono
8. Coda
9. Adagio per 22 solisti
10. Scherzo pianissimo
11. Perpetuum mobile

### Piano
- Danzas argentinas op. 2 - 1937

1. Danza del viejo boyero
2. Danza de la moza donosa
3. Danza del gaucho matrero
- Tres piezas op. 6 - 1940

1. Cuyana
2. Norteña
3. Criolla
- Malambo op. 7 - 1940
- Doce preludios americanos op. 12 - 1944

1. Para los acentos
2. Triste
3. Danza criolla
4. Vidala
5. En el primer modo pentáfono menor
6. Homenaje a Roberto García Morillo
7. Para las octavas
8. Homenaje a Juan José Castro
9. Homenaje a Aaron Copland
10. Pastoral
11. Homenaje a Heitor Villa-Lobos
12. En el primer modo pentáfono mayor
- Suite de danzas criollas op. 15 - 1946

1. Adagietto pianissimo
2. Allegro rustico
3. Allegreto cantabile
4. Calmo e poetico
5. Scherzando - Coda: Presto ed enérgico
- Sonata N° 1 op. 22 - 1952

1. Allegro marcato
2. Presto misterioso
3. Adagio molto appasionato
4. Ruvido ed ostinato
- Sonata N° 2 op. 53 - 1981

1. Alegramente
2. Adagio sereno - Scorrevole - Ripresa dell'adagio
3. Ostinatio aymará
- Sonata N° 3 op. 55 - 1982

Impetuosamente
- Milonga (transcripción de Canción al árbol del olvido)
- Pequeña danza (transcripción del ballet Estancia
- Rondo sobre temas infantiles argentinos op. 19 - 1947
- Danzas argentinas para los niños

1. Moderato: para Alex
2. Paisaje: para Georgina
- Piezas infantiles I

1. Preludio
2. Osito bailando
3. Arrullo
4. Soldaditos
- Piezas infantiles II

1. Anton Pirulero
2. Arrorro
3. Chacarerita
4. Arroz con leche
- Toccata (adaptación de la Toccata per órgano de Domenico Zipoli)

### Órgano
- Toccata, villancico y fuga op. 18 - 1947
- Variazioni e Toccata sopra Aurora lucis rutilat op. 52 - 1980

Variación 1: Maestoso
Variación 2: Tempo giusto
Variación 3: Impetuoso, l'istesso tempo
Variación 4: Vivacissimo
Variación 5: L'istesso tempo
Variación 6: L'istesso tempo
Variación 7: Sereno
Variación 8: Estatico
Variación 9: Quasi allegretto
Variación 10: Pastorale
Variación 11: Andantino poetico
Variación 12: Lento
Toccata - Finale: Tema

### Canto y piano
- Dos canciones op. 3 (Fernán Silva Valdés) - 1938

1. Canción al árbol del olvido
2. Canción a la luna lunanca
- Cinco canciones populares argentinas op. 10 - 1943

1. Chacarera
2. Triste
3. Zamba
4. Arroró
5. Gato
- Las horas de una estancia op. 11 (Silvina Ocampo) - 1943

1. El alba
2. La mañana
3. El mediodía
4. La tarde
5. La noche

### Cámara
- Pampeana n.° 1 para violín y piano op. 16 - 1947
- Pampeana n.° 2 para chelo y piano op. 21 - 1950

### Coro mixto a capela
- Lamentaciones del profeta Jeremías Hieremiae Prophetae Lamentationes op. 14 - 1946

### Guitarra
- Sonata op. 47 - 1976 (I. Essordio, II. Scherzo (Il più presto possibile), III. Canto, IV. Finale)

### Otras formaciones
- Cantos del Tucumán (Jimena Sánchez) op. 4 - 1938 (voz, flauta, violín, arpa y dos cajas indígenas)
- Salmo CL op. 5 - 1938 (coro mixto, coro de niños y orquesta)
- Ollantay op. 17 (versión para banda, original para orquesta)
- Cantata para América mágica op. 27 - 1960 (soprano y orquesta de percusión)
- Sinfonía Don Rodrigo op. 31a (soprano y orquesta)
- Cantata Bomarzo op. 32 - 1964 (narrador, tenor o barítono y orquesta de cámara)
- Cantata Milena op. 37 - 1971 (soprano y orquesta)
- Cuarteto de cuerdas N° 3 (con soprano) op. 40 - 1973
- Puneña N° 1 op. 41 - 1973 (flauta)
- Serenata op. 42 - 1974 (barítono, chelo y conjunto de cámara)
- Turbae op. 43 - 1975 (solistas, coro y orquesta)
- Iubilum op. 51a (fanfarria para cuatro trompetas)

### Obras excluidas por el autor (sin número de opus)
- Impresiones de la Puna - Flauta y cuerdas
- "Amiro canta" - Canción
- Sonatina para arpa
- Canciones infantiles para piano (1934)
- La Cenicienta - dos pianos
- La moza de los ojos negros - Soprano y piano
- Concierto argentino para piano y orquesta

1. Allegretto cantable
2. Adagietto poético
3. Allegro rústico
- Canciones y danzas argentinas para violín y piano
- Sinfonía porteña (1942)

1. Por las calles del suburbio
2. Nocturno
3. Canto a la paz y al trabajo
- Sinfonía n.º 2 "Elegíaca" (1944)
- Gran cantidad de títulos de música incidental para teatro y cine y algunas transcripciones

## Discografía
- 2007 - Flores Argentinas: Canciones de Ginastera y Guastavino / Inca Rose Duo: Annelise Skovmand, canto; Pablo González Jazey, guitarra. Cleo Productions, Cleo Prod 1002. Arreglos de González Jazey para canto y guitarra de: Cinco canciones populares argentinas op.10 y Dos canciones op.3
- 2011- " Buenos Aires Viena " / Dir. Lucio Bruno Videla - " Musica Clasica Argentina"- Cantos del Tucumán op 4- Virginia Correa Dupuy, Fabio Mazitelli,Sebastian Masci, Marcela Méndez y Marina Calzado Linage
- 2017 - Alberto Ginastera & Paolo Tosti Songs / Ana Carolina Diz / Francesca Cardone. Pavlik Records. Slovakia. Dos Canciones, Op.3. Cinco canciones populares argentinas, Op. 10. Las horas de una estancia, Op. 11.